# Elzunia microguttata
Elzunia microguttata är en fjärilsart som beskrevs av Johannes Karl Max Röber 1927. Elzunia microguttata ingår i släktet Elzunia och familjen praktfjärilar. Inga underarter finns listade i Catalogue of Life.